# Aïn Errich
Aïn Errich (em árabe: عين الريش) é uma cidade e comuna localizada na província de M'Sila, Argélia. Segundo o censo de 2008, a população total da cidade era de 20 634 habitantes.